# Young (ville)
Pour les articles homonymes, voir Young.
Young est une ville de l'Uruguay située dans le département de Río Negro. Sa population est de 15 759 habitants.
Elle est l'une des villes les plus importantes du département et de la zone ouest du pays par sa population.

## Population
| Année | Population |
| ----- | ---------- |
| 1963  | 7.977      |
| 1975  | 11.015     |
| 1985  | 12.249     |
| 1996  | 14.567     |
| 2004  | 15.759     |

Référence: